# Saint-Sulpice (Górna Saona)
Saint-Sulpice – miejscowość i gmina we Francji, w regionie Burgundia-Franche-Comté, w departamencie Górna Saona. Nazwa miejscowości pochodzi od imienia św. Sulpicjusza.
Według danych na rok 1990 gminę zamieszkiwało 108 osób, a gęstość zaludnienia wynosiła 31 osób/km² (wśród 1786 gmin Franche-Comté Saint-Sulpice plasuje się na 635. miejscu pod względem liczby ludności, natomiast pod względem powierzchni na miejscu 923.).